# Joyce Heron
Elizabeth Joyce Heron (Porto Said, 6 de novembro de 1916 – Londres, 1 de abril de 1980) foi uma atriz britânica de cinema e televisão. Natural de Porto Said, Egito, foi casada com o ator Ralph Michael.
Faleceu em Londres, Inglaterra, em 1980.

## Filmografia selecionada
- Premiere (1938)
- Women Aren't Angels (1943)
- The Agitator (1945)
- Don Chicago (1945)
- She Shall Have Murder (1950)
- The Weak and the Wicked (1954)
- Upstairs, Downstairs (1974 TV)
- Play for Today: Rumpole and the Confession of Guilt (1975)